# 大沃洛相卡
49°15′13″N 23°1′34″E / 49.25361°N 23.02611°E
大沃洛相卡（烏克蘭語：Велика Волосянка），是烏克蘭西部的村莊，隸屬利維夫州的桑比爾區。該村面積1.88平方公里，海拔高度571米，2001年人口428，人口密度每平方公里228.02人。